# Susanne (film, 1950)
Susanne är en dansk dramafilm från 1950 i regi av Torben Anton Svendsen.

## Utmärkelser
Filmen vann Bodilpriset för bästa danska film 1950.

## Rollista i urval
- Rasmus Christiansen - Albert Drewes
- Ellen Gottschalch - Andrea Drewes
- Astrid Villaume - Susanne Drewes
- Lis Løwert - Helene Drewes
- Ib Schønberg - Sander Riis
- Erik Mørk - Hakon Riis
- Knud Almar - Magnus Hallenberg
- Katy Valentin - Louise Hallenberg
- Preben Neergaard - Otto Hallenberg
- Bjarne Forchhammer - Carl Herfurth
- Karin Nellemose - Jutta Herfurth
- Birgitte Federspiel -  Doris Rudholt
- Knud Heglund - Kontorchef Simonsen
- Albert Luther -  Överkonstapel Christoffersen